# Anhalt István
Anhalt István (Budapest, 1919. április 12. – Kingston, 2012. február 24.) kanadai magyar zeneszerző.

## Élete
A budapesti Zeneakadémián 1937 és ’41 között Kodály Zoltán tanítványa volt. 1942-ben munkaszolgálatra hurcolták, ahonnan két év múlva megszökött, és a második világháború végéig bujkált. Ez a megpróbáltatás alapvető hatással volt életművére. A felszabadulás után rövid ideig a budapesti Operaház korrepetitora volt, majd Franciaországba emigrált.
1946 és 1949 között a párizsi Conservatoire-on Louis Fourestier-nél vezénylést, magánúton Nadia Boulanger-nál zeneszerzést tanult, Soulima Stravinskynál pedig zongoratanulmányokat folytatott.
1949-től Kanadában élt. 1955-ben kapta meg az állampolgárságot. Montréalban huszonkét évig oktatott a McGill Egyetemen, ahol 1964-től 1971-ig vezette az elektronikus zenei stúdiót. A kingstoni Queen's Egyetemen tizenhárom éven át volt a zeneszerzés professzora.

## Főbb művei
Elektronikus zenével igen korán, 1958-ban kezdett el foglalkozni, bár később ezzel az irányzattal szakított.

### Operák
- A tours-i nő (La Tourangelle)
- Winthrop
- Traces (Tikkun)
- Ezredéves árkádpiac (Millennial Mall)

### Könyv
- Alternative voices ssays on contemporary vocal and choral composition; University of Toronto Press, Toronto–Buffalo–London 1984